# أولاكس برتقالي
أولاكس برتقالي (الاسم العلمي:Olax aurantia) هو نوع من النباتات يتبع جنس الأولاكس من الفصيلة الأولاكسية.